# 血友病
血友病（けつゆうびょう、Hemophilia）は、血液凝固因子のうちVIII因子、IX因子の欠損ないし活性低下による遺伝性血液凝固異常症である。
第VIII因子の欠損あるいは活性低下によるのは血友病A、第IX因子の欠損あるいは活性低下によるのは血友病Bである。

## 疫学
男児出生数の5000〜1万人に1人が血友病患者である。血友病Aは血友病Bの約5倍である。

## 病因
性染色体であるX染色体上にある、血液凝固因子の第VIII因子、第IX因子をコードする遺伝子に変異が入ることによって引き起こされる。伴性遺伝。劣性遺伝子であるため、X染色体が二本ある女性の場合には、もう一方のX染色体に異常がなければ機能が補完されるため、発症する事がない。そのため血友病患者のほとんどが男性であり、女性は全血友病患者の1%以下である。かつては血友病遺伝子は致死遺伝子と考えられていたが、女性患者の存在が確認されているため、現在では致死遺伝子であるとは考えられていない。
基本的には遺伝病であるが、突然変異により非保因者の女性から血友病の子供が生まれる場合もある。実際には血友病患者の25%前後が、家族歴が不明の突然変異と言われている。ただし母親の保因/非保因の検査、判断が難しく、最終的にはDNA検査を要する。

## 症状
A型もB型も症状は同じで、血液凝固因子の不足により血液の凝固異常が起こる。出血様式は深部出血が中心で、特に関節内や筋肉内で内出血が起こりやすく、進行すると変形や拘縮を来たす。また、一度止血しても、翌日〜一週間後に再出血を起こすことがある。稀に頭蓋内（帽状腱膜と頭蓋骨骨膜との間）で出血を起こす場合があり、放置すると大脳を圧迫し重症化する。
一般的に因子活性率が1%未満を重症、1〜5%を中等症、5%以上を軽症と慣例的に呼んでいる。
血友病は幼児期までに大部分が発症するが、軽症患者の場合は非血友病の人と変わらない生活を過ごし、抜歯のときに止血出来ないことから、初めて判明することもある。

## 検査
- 血小板機能は正常なので、出血時間は正常。
- 第VIII, IX因子共に内因系凝固因子なので、プロトロンビン時間（PT）正常・活性化部分トロンボプラスチン時間（aPTT）延長を来たす。

| 状態                          | プロトロンビン時間 | 活性化部分トロンボプラスチン時間 | 出血時間 | 血小板数             |
| ----------------------------- | ------------------ | -------------------------------- | -------- | -------------------- |
| ビタミンK欠乏 or ワルファリン | 延長               | 変化なし または やや延長         | 変化なし | 変化なし             |
| 播種性血管内凝固症候群        | 延長               | 延長                             | 延長     | 減少                 |
| ヴォン・ヴィレブランド病      | 変化なし           | 延長 or 変化なし                 | 延長     | 変化なし             |
| 血友病                        | 変化なし           | 延長                             | 変化なし | 変化なし             |
| アスピリン                    | 変化なし           | 変化なし                         | 延長     | 変化なし             |
| 血小板減少症                  | 変化なし           | 変化なし                         | 延長     | 減少                 |
| 急性肝不全                    | 延長               | 変化なし                         | 変化なし | 変化なし             |
| 末期肝不全                    | 延長               | 延長                             | 延長     | 減少                 |
| 尿毒症                        | 変化なし           | 変化なし                         | 延長     | 変化なし             |
| 無フィブリノーゲン血症        | 延長               | 延長                             | 延長     | 変化なし             |
| 第V因子欠乏                   | 延長               | 延長                             | 変化なし | 変化なし             |
| 第X因子欠乏                   | 延長               | 延長                             | 変化なし | 変化なし             |
| 血小板無力症                  | 変化なし           | 変化なし                         | 延長     | 変化なし             |
| ベルナール・スリエ症候群      | 変化なし           | 変化なし                         | 延長     | 減少 または 変化なし |
| 第XII因子欠乏                 | 変化なし           | 延長                             | 変化なし | 変化なし             |
| 遺伝性血管浮腫                | 変化なし           | 短縮                             | 変化なし | 変化なし             |

## 治療
欠損している血液凝固因子を体内に注入する因子補充療法が行われる。現在ではこの補充療法により、健常者とほぼ同じ生活が可能となっている。補充は欠損因子の活性が20%以上になる程度を目標とする。治療の問題点としては、血液凝固因子に対する抗体、インヒビターの発生がある。患者は免疫が構築される胎児期に欠損因子を持っていなかったので、免疫寛容が起こっていない。
このため、治療で投与した欠損因子にインヒビターができ、循環抗凝固因子となって治療に抵抗するため注意を要する。インヒビターはどの血友病患者にも一定の確率で発生するが、発生しない患者とする患者の差分、メカニズムなど、正確なところは現在も解明されていない。
最新の血液製剤は、製造工程中に一切のヒト由来・動物由来のタンパク質を使用しない「遺伝子組み換え製剤」が供給されており、日本では50%近くの患者に使用されている。
第VIII, IX因子は、共に肝臓で生成されることが分かっており、生体肝移植により血友病が完治した例も存在する。

## 遺伝について
血友病は伴性劣性遺伝という遺伝の仕方をし、メンデルの法則に従った遺伝の仕方をする。
血友病の父親と、正常な母親との間の子供は、男子の場合は父親の血友病X染色体を受け継がないので正常となる（男子はX染色体を一つしか持たず、必ず母親のX染色体を受け継ぐので保因者ともならない）。しかし、子供が女子の場合は父親のX染色体を一つ受け継ぐため必ず保因者となる。
保因者の母親と正常な父親との間の子供はメンデルの法則に従い、正常な男子が1/4、血友病の男子が1/4、正常な女子が1/4、保因者の女子が1/4という確率で誕生する。
血友病の父親と保因者の母親との間の子供は、正常な男子が1/4、血友病の男子が1/4、保因者の女子が1/4、血友病の女子が1/4という確率で誕生する。
血友病の母親と正常な父親との間の子供は、男子は必ず血友病になり、女子は必ず保因者になる。
血友病の父親と血友病の母親との間の子供は、男子、女子ともに必ず血友病になる。

## 社会問題
治療薬である濃縮血液製剤（非加熱製剤）の中にHIVやHCV、HBVが混入していたため、血友病患者がエイズに感染した薬害エイズ事件、C型肝炎、B型肝炎に感染した薬害肝炎事件が発生した。このため、エイズと関連付けられて報道・解説されることが多く、血友病がエイズの一種であると誤解する者が多い。現在もその傾向が根強く、時に偏見の対象とされることも少なくない病気である。
1985年（昭和60年）に、ようやく加熱製剤の承認が下りたため、現在ではHIVやHCV、HBVに感染することはない。その後、製剤の研究、開発も大幅に進み、現在では製造工程中に一切のヒト、及び動物由来のタンパク質を使用しない遺伝子組み換え製剤が製造されたことにより、それらに起因するウイルス、病原体による感染のリスクが無くなった、新しい遺伝子組み換え型の血液凝固第VIII因子製剤が販売されている。現在までの血漿由来製剤、また従来の遺伝子組み換え型の第VIII因子製剤は製造工程中にヒト、及び動物由来のタンパク質が使用されているため、理論上感染のリスクがゼロではない。
学校におけるエイズに関する授業・教育においても、薬害エイズ事件が取り上げられることは多い。
1980年（昭和55年）に評論家の渡部昇一が、小説家の大西巨人の息子で血友病患者の大西赤人・野人に、高額な医療費助成がなされていることから「第一子が遺伝病であれば第二子を控えるのが社会に対する神聖な義務ではないか」と問題提起し、論争を巻き起こした。
上記の論争の延長だが、現在では、同じ家系内の患者の遺伝子異常が分かっている場合、女性の保因/非保因をDNA検査により正確に調べることが可能となっている。保因者であっても血友病の男児、または女児が生まれる確率は1/2であることから、体外受精により選別を行うのは現在の医学でも十分可能であるが、現在日本においては、受精卵及び胚細胞に対する、血友病の着床前診断は認められていない。
受精卵の取捨選択が、人道上・倫理的に許されるのか、また、女性にとってDNA検査までして保因者か否かを明確にさせる必要があるのかなど、医学の進歩と倫理観の乖離により、非常に難しい問題となっている。

## 歴史上に見る血友病

### ヨーロッパの王族の血友病
- ヴィクトリア女王の子孫が血友病患者の代表として挙げられ、イギリス、ドイツ、スペイン、ロシアの各王室に血友病患者が誕生した。従って血友病は「王家の病」と言われている。

## 血友病患者の死亡順とヴィクトリア女王との血縁関係
出典
| 順番 | 名前                                             | 生誕日         | 死亡日         | 死因                                                                   | 血縁 |
| ---- | ------------------------------------------------ | -------------- | -------------- | ---------------------------------------------------------------------- | ---- |
| 1    | フリードリヒ・フォン・ヘッセン=ダルムシュタット  | 1870年10月7日  | 1873年5月29日  | 部屋の窓の外に6mの高さから転落、病が原因の脳内出血                     | 孫   |
| 2    | オールバニ公レオポルド                           | 1853年4月7日   | 1884年3月28日  | 滑って転倒して膝を負傷し、頭を打ち付けて脳内出血                       | 子   |
| 3    | ハインリヒ・フォン・プロイセン                   | 1900年1月9日   | 1904年2月26日  | テーブルの上に登り、椅子を降りようとする時に誤って頭から落ち、脳内出血 | ひ孫 |
| 4    | モーリス・オブ・バッテンバーグ                   | 1891年10月3日  | 1914年10月27日 | 第一次世界大戦で戦死                                                   | 孫   |
| 5    | アレクセイ・ニコラエヴィチ                       | 1904年8月12日  | 1918年7月17日  | ボリシェヴィキにより、監禁されたイパチェフ館において家族とともに殺害   | ひ孫 |
| 6    | レオポルド・マウントバッテン                     | 1889年5月21日  | 1922年4月23日  | 臀部の手術中に死亡                                                     | 孫   |
| 7    | ルパート・ケンブリッジ                           | 1907年8月24日  | 1928年4月15日  | 運転していた自動車で事故を起こし、脳内出血                             | ひ孫 |
| 8    | ゴンサーロ・デ・ボルボン・イ・バッテンベルグ     | 1914年10月14日 | 1934年8月13日  | 乗車していた自動車で事故に遭遇し、激しい腹部の内出血                   | ひ孫 |
| 9    | アルフォンソ・デ・ボルボーン・イ・バッテンベルグ | 1907年5月10日  | 1938年9月6日   | 運転していた自動車で事故を起こし、激しい内出血                         | ひ孫 |
| 10   | ヴァルデマール・フォン・プロイセン               | 1889年3月20日  | 1945年5月2日   | アメリカ軍が施設を接収したために輸血を受けられずに死亡                 | ひ孫 |